# Buies Creek, North Carolina
Buies Creek, North Carolina (енгл. Buies Creek) насељено је место без административног статуса у америчкој савезној држави Северна Каролина.

## Демографија
По попису из 2010. године број становника је 2.942, што је 727 (32,8%) становника више него 2000. године.
| Група             | 2000.         | 2010.         |
| Белци             | 1.855 (83,7%) | 2.262 (76,9%) |
| Афроамериканци    | 225 (10,2%)   | 434 (14,8%)   |
| Азијати           | 60 (2,7%)     | 64 (2,2%)     |
| Хиспаноамериканци | 46 (2,1%)     | 107 (3,6%)    |
| Укупно            | 2.215         | 2.942         |